# Phalotris lemniscatus
Phalotris lemniscatus är en ormart som beskrevs av Duméril, Bibron och Duméril 1854. Phalotris lemniscatus ingår i släktet Phalotris och familjen snokar.
Arten förekommer i sydöstra Brasilien, i Uruguay och i angränsande regioner av Paraguay och Argentina. Habitatet varierar mellan skogar och gräsmarker. Individerna gräver ofta i marken. Honor lägger ägg.
För beståndet är inga hot kända. IUCN kategoriserar arten globalt som livskraftig.

## Underarter
Arten delas in i följande underarter:
- P. l. lemniscatus
- P. l. divittatus
- P. l. iheringi
- P. l. trilineatus